# ویلموش ژیگموند
ویلموش ژیگموند (مجاری: Vilmos Zsigmond؛ زادهٔ ۱۶ ژوئن ۱۹۳۰ - درگذشتهٔ ۱ ژانویه ۲۰۱۶) یک مدیر فیلم‌برداری اهل مجارستان-ایالات متحده آمریکا بود. وی از سال ۱۹۵۵ میلادی تا ۲۰۱۶ مشغول فعالیت بود. ژیگموند عضو American Society of Cinematographers بود.

## فیلم‌شناسی
- مک‌بی و خانم میلر (۱۹۷۱)
- رهایی (۱۹۷۲)
- خداحافظی طولانی (۱۹۷۳)
- آزادی سیندرلا (۱۹۷۳)
- مترسک (۱۹۷۳)
- شوگرلند اکسپرس (۱۹۷۴)
- برخورد نزدیک از نوع سوم (۱۹۷۷)
- شکارچی گوزن (۱۹۷۸)
- دروازه بهشت (۱۹۸۰)
- رودخانه (۱۹۸۴)
- ماوریک (۱۹۹۴)
- شبح و ظلمت (۱۹۹۶)
- بازی با قلب (۱۹۹۸)
- دختر جرسی (۲۰۰۴)
- ملیندا و ملیندا (۲۰۰۴)
- کوکب سیاه (۲۰۰۶)
- رؤیای کاساندرا (۲۰۰۷)
- غریبه‌ای دراز و سیاه را ملاقات خواهی کرد (۲۰۱۰)

## نامزدی و جوایز
وی نامزد یا برنده جوایزی شد که عبارتند از:
- برنده جایزه اسکار بهترین فیلمبرداری، ۱۹۷۷، برخورد نزدیک از نوع سوم
- برنده جایزه بفتا بهترین فیلم‌برداری، ۱۹۷۸، شکارچی گوزن
- برنده جایزه امی، ۱۹۹۳، استالین
- نامزد جایزه بفتا بهترین فیلم‌برداری، ۱۹۷۱، مک‌بی و خانم میلر
- نامزد جایزه بفتا بهترین فیلم‌برداری، ۱۹۷۷، برخورد نزدیک از نوع سوم
- نامزد جایزه اسکار بهترین فیلمبرداری، ۱۹۷۸، شکارچی گوزن
- نامزد جایزه اسکار بهترین فیلمبرداری، ۱۹۸۴، رودخانه
- نامزد جایزه امی، ۲۰۰۲، Marion Zimmer Bradley's The Mists of Avalon
- نامزد، جایزه اسکار بهترین فیلمبرداری، ۲۰۰۶، کوکب سیاه.
- جایزه یک عمر دستاورد، ۱۹۹۹، از American Society of Cinematographers
- جایزه یک عمر دستاورد، ۲۰۱۰، از Manaki Brothers Film Festival
- جایزه یک عمر دستاورد، ۲۰۱۴، از جشنواره فیلم کن